# Koutha(K), Aurad
Koutha(K) là một làng thuộc tehsil Aurad, huyện Bidar, bang Karnataka, Ấn Độ.